# Nedo Nadi
Nedo Nadi (født 9. juni 1894, død 29. januar 1940) var en italiensk fægter, som vandt hele seks OL-guldmedaljer i begyndelsen af 1900-tallet.
Nadi blev ved OL 1912 i Stockholm olympisk mester individuelt i fleuret, mens han i sabel blev nummer fem, både individuelt og i holdkonkurrencen.
Otte år senere i Antwerpen vandt han hele fem olympiske titler. Han vandt i samtlige de konkurrencer, han stillede op i: Individuelt i fleuret og sabel samt for hold i fleuret, kårde og sabel. Han havde egentlig opgivet guldet i individuel fleuret, da han havde tabt til franske Roger Ducret, som så bare skulle besejre Pietro Speciale, der lå på sidstepladsen. Imidlertid var Ducret så euforisk over udsigten til guldet, at han ikke koncentrerede sig nok og tabte kampen, hvorpå Nadi alligevel vandt guld.
Hans bror Aldo Nadi var med på holdene i holdkonkurrencerne i 1920 og vandt i øvrigt sølv individuelt i sabel.